# Endija Tērauda
Endija Lāsma Tērauda (* 30. Mai 1997 in Riga) ist eine lettische Skeletonpilotin.

## Karriere
Endija Tērauda wechselte von der Leichtathletik, wo sie sich auf den 100-Meter-Hürdenlauf spezialisiert hatte, zum Skeleton und gab am 22. Januar 2015 in Innsbruck im Skeleton-Europacup ihr internationales Debüt. Den Wettbewerb beendete sie auf den 19. Platz. Einen Tag später belegte sie beim zweiten Wettbewerb auf dem Olympia Eiskanal Igls  den 17. Platz. Durch diese beiden Rennen belegte sie in der Saison 2014/15 mit 32 Punkten den 30. Platz in der Gesamtwertung des Europacups.
Beim ersten Europacup der Saison 2015/16 in Altenberg konnte sie am 4. Dezember 2015 mit dem neunten Platz erstmals einen Top-Ten-Platz erreichen. Beim zweiten Rennen einen Tag später belegte sie auf den DKB-Eiskanal den achten Platz. Auf ihrer Heimbahn in Sigulda konnte sie am 19. Dezember den sechsten Platz belegen und beim zweiten Rennen in der Heimat konnte sie einen Tag später mit dem fünften Platz erstmals einen Top-5-Platz erreichen. Obwohl sie in der Europacup-Saison nur vier von acht Rennen absolvierte, konnte sie 155 Punkte sammeln und beendete die Saison auf den zwölften Platz in der Gesamtwertung. Zum Abschluss der Saison nahm sie am 23. Dezember 2016 in Winterberg an der Skeleton-Juniorenweltmeisterschaft 2016 teil und belegte bei ihrer ersten Teilnahme direkt den achten Platz in der Veltins-Eisarena. In der darauffolgenden Saison nahm sie am 28. Januar 2017 nur an der Juniorenweltmeisterschaft 2017 teil und beendete den Wettbewerb im heimischen Sigulda auf dem siebten Platz.
In der Saison 2017/18 ging sie erneut im Skeleton-Europacup an den Start und konnte in La Plagne am 15. Dezember 2017 mit den sechsten Platz ihr bestes Saisonresultat erzielen. Einen Tag später beim zweiten Wettbewerb in La Plagne erreichte sie den achten Platz. Am 25. Januar 2018 nahm sie auf dem legendären Olympia Bob Run St. Moritz–Celerina an der Skeleton-Juniorenweltmeisterschaft 2018 teil und erreichte dabei den 14. Platz.
In die Saison 2018/19 startete sie im Europacup am 16. November 2018 in Innsbruck mit einem fünften Platz. Einen Tag später belegte sie beim zweiten Rennen auf dem Olympia Eiskanal Igls den zehnten Platz. Auf ihrer Heimbahn in Sigulda verpasste sie am 29. Januar 2019 beim Europacup-Rennen mit den vierten Platz knapp ihren ersten Podestplatz. Den undankbaren vierten Platz belegte sie auch bei der Race-in-Race ausgetragenen Skelton-Junioreneuropameisterschaft. Am Ende belegte sie in der Gesamtwertung des Europacups mit 205 Punkten den vierten Platz. Zum Abschluss der Saison nahm sie an der Skeleton-Juniorenweltmeisterschaft 2019 in Königssee teil und beendete das Rennen auf der Kunsteisbahn Königssee auf den elften Platz.
Nachdem sie zum Start in die Saison 2019/20 beim Europacup in Winterberg den Wettbewerb auf dem siebten Platz beendet hatte, startete sie eine Woche später in Königssee. Beim ersten Wettbewerb auf der Kunsteisbahn Königssee belegte sie den fünften Platz und einen Tag später konnte sie vor Luisa Hornung aus Deutschland und Amelia Coltman aus den Vereinigten Königreich am Königssee ihr erstes Rennen im Europacup gewinnen. Nach dem Jahreswechsel konnte sie am 18. Januar 2020 auf ihrer Heimbahn in Sigulda ihren zweiten Saisonsieg einfahren. Sie entschied das Rennen vor ihrer Landsfrau Dārta Zunte und der Russin Alina Tararytschenkowa für sich. Am Ende der Saison belegte sie mit 377 Punkten hinter der Britin Amelia Coltman und vor der Russin Alina Tararytschenkowa den zweiten Platz in der Gesamtwertung des Europacups.
Am 9. Februar 2019 ging sie zum letzten Mal in ihrer Karriere bei einer Juniorenweltmeisterschaft im Skeleton an den Start. Bei der Skeleton-Juniorenweltmeisterschaft 2020 in Winterberg belegte sie mit dem sechsten Platz ihr bestes Resultat bei einer Juniorenweltmeisterschaft. Für Lettland durfte sie am 16. Februar 2020 in Sigulda an der Skeleton-Europameisterschaft teilnehmen. Weil Lettland nicht über einen Startplatz im Weltcup der Frauen verfügt, nahm Endija Tērauda nur an der Europameisterschaft 2020 teil und nicht an dem Race-in-Race ausgetragenen Weltcup. Bereits vor dem ersten Lauf unterlief ihr ein Missgeschick, welches auch den lettischen Trainern und Betreuer nicht auffiel. Weil sie den ersten Lauf ohne Startnummer auf den Anzug absolvierte, wurde sie vom Wettbewerb disqualifiziert.
Endija Tērauda qualifizierte sich für die Olympischen Winterspiele 2022 in Peking. Auf der Bahn von Yanqing erreichte sie Platz 20.
Im Oktober 2022 vermeldete Tērauda über Instagram, dass sie in der Saison 2022/23 nicht an Wettbewerben teilnehmen werde. Dabei ließ sie offen, ob sie nur eine Pause macht und 2023/24 wieder starten wird, oder ob sie ihre Karriere definitiv beendet.